# Eugène Manuel
Eugène Manuel, né le 13 juillet 1823 à Paris où il est mort le 1er juin 1901 dans le 16e arrondissement, est un poète, professeur et homme politique français.

## Biographie
Il entre à l'École normale en 1843. Il devient professeur de seconde et de rhétorique à Dijon, à Grenoble durant les évènements de 1848, où la fréquentation des milieux ouvriers républicains renforce sa détermination et son engagement politiques, puis, à partir de 1849, à Paris.
En 1858, il épouse Jenny Hirsch née à Metz le 23 juin 1835, sœur des peintres Émile et Alphonse Hirsch et militante féministe engagée pour l'instruction des femmes tout comme l'épouse de Jules Simon. Elle meurt le 1er mai 1914 à Paris.
Sa carrière politique est profondément attachée à la république. Chef de cabinet de Jules Simon en septembre 1870, il devient inspecteur de l'académie de Paris en 1872, puis inspecteur général de l'instruction publique en 1878. Il est également l'un des fondateurs de l'Alliance israélite universelle en 1860, aux côtés d'Isidore Cahen et de Jules Carvallo.
Son œuvre poétique reprend les thèmes classiques de l'époque : la famille, l'amour, la pitié envers les déshérités. Elle s'apparente à une esthétique naturaliste : l'historien de la littérature Gustave Lanson évoque une « poésie naturaliste » dans son Histoire illustrée de la littérature française, en 1923. Cependant, le naturalisme manuelien, bien qu'il s'inspire du projet zolien, est mâtiné de lyrisme et d'une sensibilité du style qui n'est pas sans rappeler l’œuvre hugolienne, Manuel étant un fervent admirateur et lecteur de Hugo. Enfin, Manuel revendique dès ses premiers écrits son appartenance au courant du Parnasse. Son œuvre est ainsi nourrie d'une majeure partie des influences littéraires du siècle. En outre, cette poésie se pare toujours d'une dimension politique en ce qu'elle loue l'école Républicaine (la figure de l'élève est récurrente dans l’œuvre de Manuel), et les valeurs républicaines d'une manière générale. La nature de son projet littéraire est explicitée dans sa préface des Poèmes Populaires.
En 1893, il est candidat à l'Académie française, avant de se rétracter.
Une statue de 1908 par Gustave Michel commémore son passage dans le système éducatif parisien le long du lycée Janson-de-Sailly, avenue Georges-Mandel, ainsi qu'une rue, également dans le 16e arrondissement (il est mort dans le même arrondissement, au no 11 rue Mignard, où une plaque commémorative lui rend hommage).

## Distinctions
- Commandeur de la Légion d'honneur (décernée le 14 juillet 1896)

## Principales publications

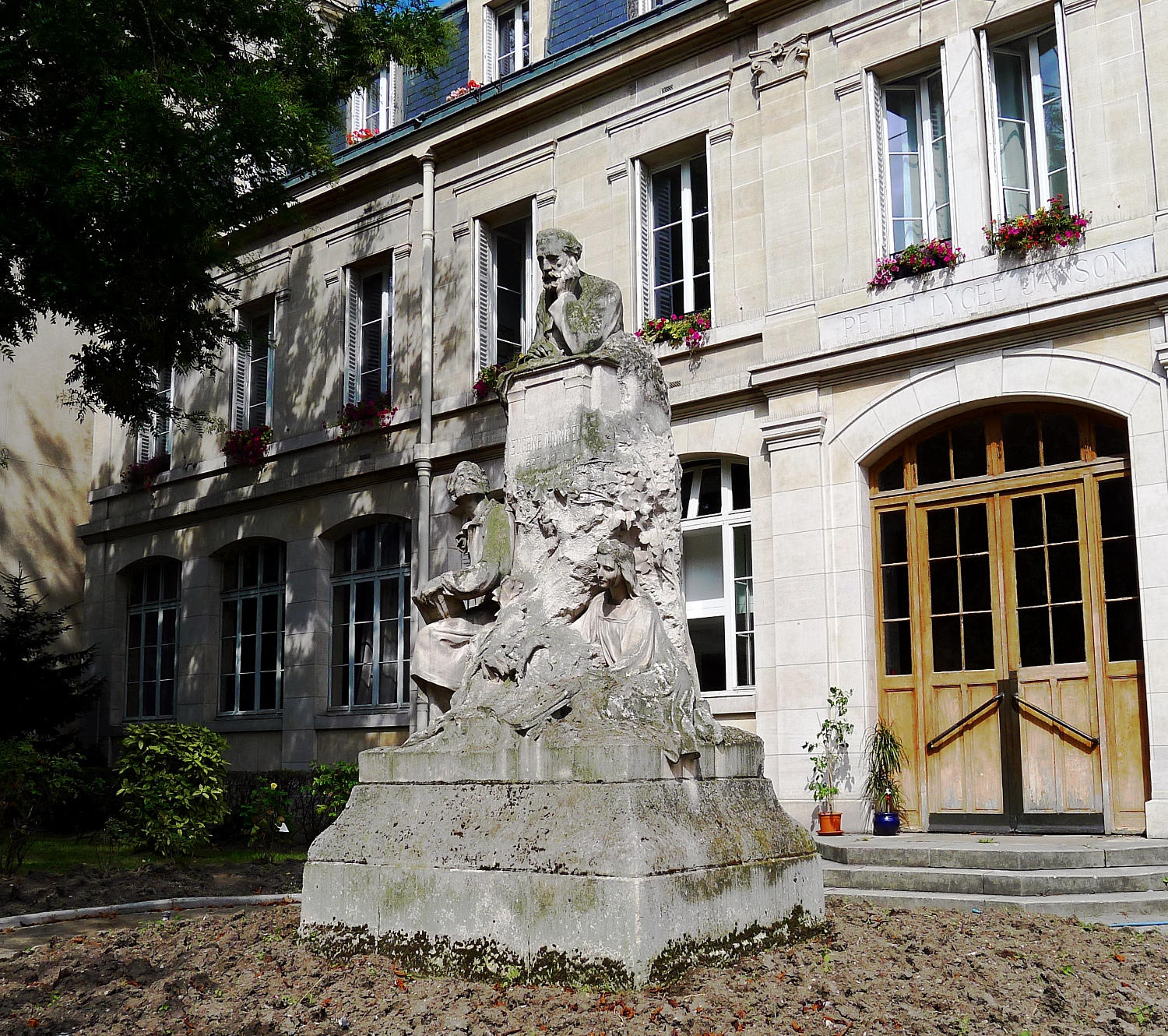
Façade du lycée Janson-de-Sailly (16e arrondissement de Paris) n°46 avenue Georges-Mandel, avec la statue d'Eugène Manuel.

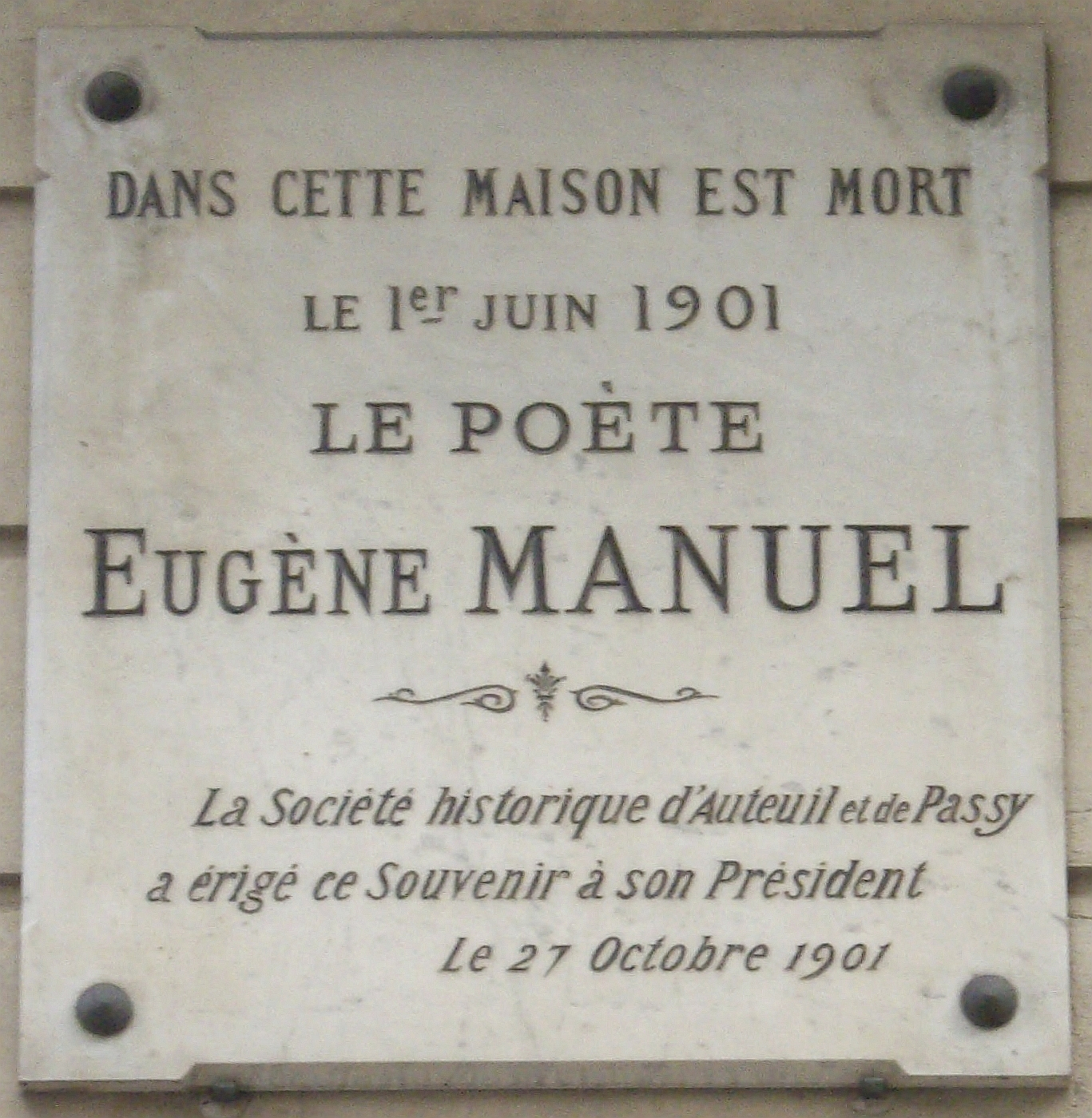
Plaque 11 rue Mignard (Paris).

- La France, livre de lecture à l’usage des classes, en collaboration avec Ernest Lévi Alvarès, 4 vol., 1854-1858, plusieurs fois réimprimé
- Pages intimes, poèmes, 1866
- Les Ouvriers, drame en un acte et en vers, Paris, Théâtre-Français, 17 janvier 1870
- Pendant la guerre, poésies, 1871
- L’Absent, drame en un acte et en vers, Paris, Théâtre-Français, 4 juin 1873
- Poèmes populaires, 1874
- Poésies du foyer et de l'école, 1888 Texte en ligne
- En voyage : poésies, récits et souvenirs, 1892 Texte en ligne
- Lettre à son épouse, 1893 Texte sur wikisource
- Poésies complètes, augmentées de pièces inédites, 2 vol., 1899 Texte en ligne 1 2
- Poésies choisies, 1907 Texte en ligne
- Lettres de jeunesse, 1909 Texte en ligne

Édition d'ouvrages
- Œuvres lyriques de J.-B. Rousseau, suivies d'un choix des lyriques français depuis Ronsard jusqu'à nos jours, avec des notices et un commentaire historique, littéraire et philologique, C. Delagrave, 1876
- Œuvres poétiques de André Chénier, publiées avec une introduction et des notes, Librairie des bibliophiles, 1884